# شعب اللادينو
شعب اللادينو هو خليط من شعوب الميستيثو أو الشعوب المتأثرة بالثقافة الإسبانية في أمريكا اللاتينية وخصوصا في أمريكا الوسطى. كلمة لادينو هي كلمة إسبانية مشتقة من مصطلح لاتينو (بالإسبانية: Latino). أطلق مصطلح لادينو خلال الحقبة الاستعمارية على الأشخاص الناطقين بالإسبانية الذين لا ينتمون للشعوب الأصلية أو الإسبان الذين يقطنون في المستعمرات أو الأمريكيين اللاتينيين ذوو أصول إسبانية.